# Rondalles mallorquines
Les rondalles mallorquines són les rondalles pròpies de l'illa de Mallorca, de tradició oral, que passaven de boca en boca i de pares a fills. Aparegueren en forma escrita a partir d'una sèrie de recopilacions recollides i literaturitzades a final del segle xix per Mossèn Antoni Maria Alcover i Sureda (sota el nom d'Aplec de rondalles mallorquines d'en Jordi des Racó) i l'Arxiduc Lluís Salvador (sota el nom de Rondalles de Mallorca).

## Les rondalles i altres contes populars
Les rondalles contenen elements comuns a altres contes populars d'Europa. Apareixen personatges que són equivalents a Blancaneu, La Ventafocs (Francineta), animals que parlen i personatges fantàstics com gegants, dimonis i dracs. D'altra banda, en molts casos els personatges formen part del patrimoni cultural, molt més tancat, de l'illa. En tots els casos els personatges són de Mallorca, viuen a Mallorca i les seves aventures transcorren, en general, a Mallorca.
A causa de llur antiguitat, molts dels arguments resulten cruels (i potser avui políticament incorrectes). També abunda l'humor escatològic, la qual cosa és sempre especialment divertit per al públic infantil. En algunes rondalles l'argument es pren d'obres literàries o de la dramatúrgia com El mercader de Venècia.
Les rondalles tenen, en definitiva, un to moralitzador, que pertany a l'època en què foren transcrites. Encara que tinguin a voltes, com s'ha dit abans, arguments cruels, exalcen virtuts com la simplicitat, l'honradesa i l'ajuda als altres.